# Baie Limón
La baie Limón, en espagnol Bahía Limón, en anglais Limón Bay, est une baie utilisée comme port naturel et située à l'extrémité nord du canal de Panama, à l'ouest des villes de Cristóbal et de Colón. Les navires y attendent avant d'embouquer le canal, protégés des tempêtes par de longs brise-lames.